# 陸上自衛隊需品学校

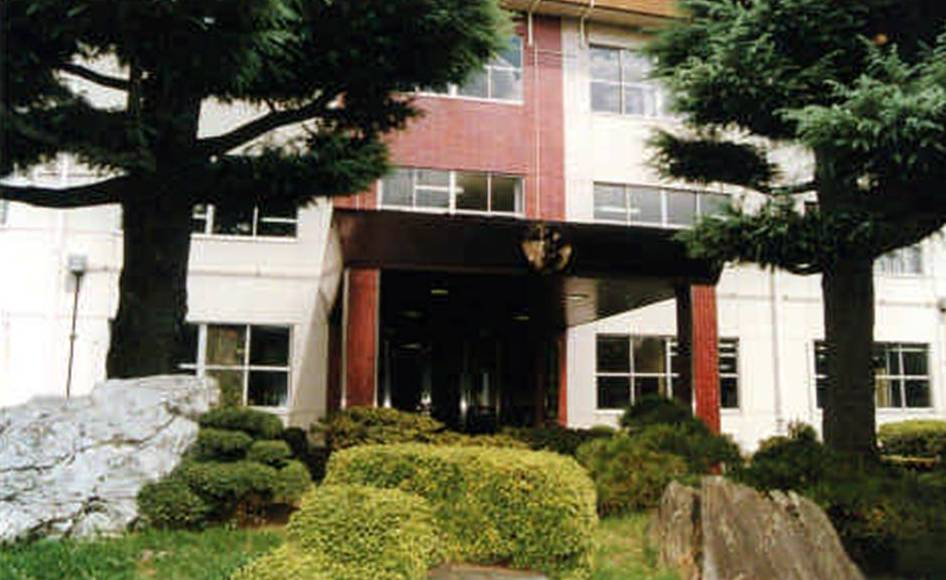
学校本部庁舎

陸上自衛隊需品学校（りくじょうじえいたいじゅひんがっこう、JGSDF Quartermaster School）は、陸上自衛隊松戸駐屯地（千葉県松戸市）に所在する防衛大臣直轄機関（学校）のひとつである。

## 概要
需品科（糧食、燃料、給水、入浴、洗濯、空中投下、補給管理）に関する学生教育、その研究を行う機関である。補給整備は全部隊共通の業務であるため需品科以外の学生も多く入校している。学校長は陸将補（二）が充てられ、松戸駐屯地司令を兼ねる。隷下部隊である需品教導隊は学生教育、研究支援を行っている。また、千葉県東葛地域の一部、8市の災害対処任務・広報等を担当する。

## 沿革
警察予備隊総隊学校第5部
- 1952年（昭和27年）1月7日：警察予備隊総隊学校第5部（久里浜駐屯地）補給教育班として教育開始。

保安隊業務学校第5部
- 1952年（昭和27年）10月15日：保安隊業務学校設立により同校第5部として教育開始（その後、第3部に改編）。

保安隊業務学校第3部
- 1954年（昭和29年）1月15日：保安隊業務学校第3部が久里浜駐屯地から松戸駐屯地に移駐。

陸上自衛隊需品学校
- 1954年（昭和29年）9月10日：業務学校第3部が分離独立し、陸上自衛隊需品学校として編成完結[2]。
- 1956年（昭和31年）1月25日：需品教導隊が松戸駐屯地において編成完結[3]。
- 1997年（平成09年）7月1日：松戸駐屯地司令職務担任部隊に指定。
- 2026年（令和08年）：武器学校、輸送学校、需品学校を廃止・統合。後方支援学校(仮称)に改組予定[4]

## 組織編成
- 企画室
- 総務部 
  - 総務課
  - 厚生課
  - 警備課
  - 管理課「需校」
  - 衛生課
- 研究部
- 教育部
- 需品教導隊「需教」：需品学校入校学生に対する教育支援を担当

## 課程教育
幹部教育
幹部上級課程、幹部初級課程
幹部特技課程：専門補給、燃料、落下傘、生産管理（需）、部隊補給
陸曹等教育
新隊員特技課程および一般陸曹候補生課程後期：需品　※需品教導隊が担当
初級陸曹特技課程：専門補給、需品、落下傘、需品器材、部隊補給、給養
上級陸曹特技課程：燃料

## 主要幹部
| 官職名                                 | 階級    | 氏名       | 補職発令日     | 前職                                  |
| -------------------------------------- | ------- | ---------- | -------------- | ------------------------------------- |
| 陸上自衛隊需品学校長 兼 松戸駐屯地司令 | 陸将補  | 児玉龍     | 2025年03月24日 | 陸上自衛隊補給統制本部装備計画部長    |
| 副校長 兼 企画室長                     | 1等陸佐 | 二見光俊   | 2025年03月17日 | 陸上自衛隊関東補給処 松戸支処総務部長 |
| 総務部長                               | 1等陸佐 | 福岡健人   | 2025年08月01日 | 北部方面総監部装備部需品課長          |
| 教育部長                               | 1等陸佐 | 三谷耕太   | 2025年03月24日 | 第8後方支援連隊長                     |
| 研究部長                               | 1等陸佐 | 武本城余秋 | 2025年03月24日 | 陸上自衛隊需品学校主任教官            |

| 代 | 氏名                 | 在職期間               | 出身校・期              | 前職                                                      | 後職                                               |
| -- | -------------------- | ---------------------- | ----------------------- | --------------------------------------------------------- | -------------------------------------------------- |
| 01 | 瀬間喬 （1等陸佐）   | 1954.9.10 - 1955.11.15 | 海経20期                | 保安隊業務学校第3部長                                     | 第4管区総監部付 →1955.12.1 西部方面総監部補給課長  |
| 02 | 森脇克巳 （1等陸佐） | 1955.11.16 - 1959.3.16 | 法政大学 昭和8年卒      | 陸上自衛隊需品補給処副処長                                | 陸上自衛隊需品補給処長 兼 松戸駐とん地司令         |
| 03 | 保坂輝明 （1等陸佐） | 1959.3.17 - 1962.3.15  | 早稲田大学 昭和8年卒    | 北部方面総監部第4部長                                     | 陸上自衛隊需品学校付 →1962.4.30 退職（陸将補昇任） |
| 04 | 山田正明 （1等陸佐） | 1962.3.16 - 1963.7.31  | 中央大学 昭和10年卒     | 陸上自衛隊需品補給処副処長                                | 陸上自衛隊九州地区補給処長 兼 目達原駐とん地司令   |
| 05 | 計見良雄             | 1963.8.1 - 1966.7.15   | 海経23期                | 陸上自衛隊需品補給処副処長 →1965.1.1 陸将補昇任           | 陸上自衛隊需品学校付                               |
| 06 | 吉次俊英             | 1966.7.16 - 1969.3.16  | 京都帝国大学 昭和14年卒 | 東部方面総監部幕僚副長                                    | 第13師団司令部付 →1969.5.31 退職                   |
| 07 | 濱中正治 （1等陸佐） | 1969.3.17 - 1970.6.30  | 陸経1期                 | 陸上自衛隊北海道地区補給処副処長                          | 陸上自衛隊需品補給処長 兼 松戸駐とん地司令         |
| 08 | 高田耕治             | 1970.7.1 - 1973.7.15   | 陸経2期                 | 陸上自衛隊需品学校副校長 兼 企画室長 →1973.1.1 陸将補昇任 | 陸上自衛隊需品補給処長 兼 松戸駐とん地司令         |
| 09 | 荻原賢晴             | 1973.7.16 - 1976.3.15  | 大阪帝国大学 昭和19年卒 | 陸上自衛隊需品補給処副処長 →1975.1.1 陸将補昇任           | 陸上自衛隊需品補給処付 →1976.7.1 退職              |
| 10 | 川崎節彦 （1等陸佐） | 1976.3.16 - 1977.7.31  | 陸航士58期              | 陸上幕僚監部補給課総括班長                                | 陸上自衛隊需品補給処勤務                           |
| 11 | 佐々木信俊           | 1977.8.1 - 1979.7.31   | 秋田鉱専 昭和20年卒     | 陸上自衛隊九州地区補給処副処長 →1978.1.1 陸将補昇任       | 陸上幕僚監部付 →1980.1.1 退職                      |
| 12 | 浮田高明             | 1979.8.1 - 1980.6.30   | 香川師範 昭和20年卒     | 調達実施本部東京支部副支部長                              | 陸上自衛隊業務学校長 兼 小平駐屯地司令             |
| 13 | 福田達男             | 1980.7.1 - 1981.6.30   | 海兵75期                | 西部方面総監部幕僚副長                                    | 防衛研修所副所長                                   |
| 14 | 有馬文也             | 1981.7.1 - 1983.7.31   | 大連一中・ 4期幹候      | 陸上自衛隊九州地区補給処副処長 →1982.7.1 陸将補昇任       | 陸上幕僚監部付 →1983.12.20 退職                    |
| 15 | 岡田邦彦             | 1983.8.1 - 1985.8.7    | 香川大学 昭和30年卒     | 防衛研修所所員 →1984.7.1 陸将補昇任                       | 第11師団副師団長 兼 真駒内駐屯地司令               |
| 16 | 竹田凱光             | 1985.8.8 - 1986.7.31   | 防大1期                 | 自衛隊兵庫地方連絡部長                                    | 陸上自衛隊需品補給処長 兼 松戸駐屯地司令           |
| 17 | 山口恰               | 1986.8.1 - 1988.3.15   | 防大1期                 | 第10師団副師団長 兼 守山駐屯地司令                        | 退職                                               |
| 18 | 大竹卓美             | 1988.3.16 - 1989.3.15  | 香川大学 昭和31年卒     | 自衛隊大阪地方連絡部長                                    | 退職                                               |
| 19 | 真鍋旭               | 1989.3.16 - 1990.3.15  | 防大2期                 | 陸上自衛隊需品学校副校長 兼 企画室長 →1989.8.1 陸将補昇任 | 陸上幕僚監部付 →1990.4.1 退職                      |
| 20 | 関藤一彦             | 1990.3.16 - 1991.3.15  | 早稲田大学 昭和34年卒   | 陸上自衛隊需品補給処副処長                                | 陸上幕僚監部付 →1991.4.1 退職                      |
| 21 | 大畑進               | 1991.3.23 - 1993.3.23  | 防大4期                 | 陸上自衛隊需品補給処副処長 →1991.7.1 陸将補昇任           | 陸上幕僚監部付 →1993.4.1 退職                      |
| 22 | 奈良崎元             | 1993.3.24 - 1994.3.22  | 防大4期                 | 第2師団副師団長 兼 旭川駐屯地司令                         | 陸上幕僚監部付 →1994.4.1 退職                      |
| 23 | 大西操               | 1994.3.23 - 1995.3.22  | 防大6期                 | 第2混成団長 兼 善通寺駐屯地司令                           | 陸上幕僚監部付 →1995.4.1 退職                      |
| 24 | 藤尾秀治             | 1995.3.23 - 1996.6.30  | 防大7期                 | 陸上自衛隊需品補給処副処長 →1995.6.30 陸将補昇任          | 陸上自衛隊需品補給処長 兼 松戸駐屯地司令           |
| 25 | 渡辺尚武             | 1996.7.1 - 1999.3.29   | 防大9期                 | 陸上自衛隊需品補給処副処長 →1997.3.26 陸将補昇任          | 退職                                               |
| 26 | 田川睦夫             | 1999.3.29 - 2001.3.26  | 防大12期                | 第3師団副師団長 兼 千僧駐屯地司令                         | 第13旅団長                                         |
| 27 | 池田廣春             | 2001.3.27 - 2003.3.26  | 防大16期                | 自衛隊熊本地方連絡部長                                    | 陸上自衛隊補給統制本部副本部長                     |
| 28 | 小津光由             | 2003.3.27 - 2004.3.29  | 防大14期                | 陸上自衛隊東北補給処長                                    | 退職                                               |
| 29 | 坪井寛               | 2004.3.29 - 2006.3.27  | 防大16期                | 東部方面総監部装備部長                                    | 退職                                               |
| 30 | 小渕信夫             | 2006.3.27 - 2007.12.2  | 防大22期                | 西部方面総監部装備部長                                    | 陸上自衛隊開発実験団長                             |
| 31 | 渥美晴久             | 2007.12.3 - 2008.11.30 | 防大20期                | 第9師団副師団長 兼 青森駐屯地司令                         | 自衛隊体育学校長                                   |
| 32 | 櫻木正朋             | 2008.12.1 - 2010.11.30 | 防大24期                | 陸上幕僚監部監察官                                        | 防衛研究所副所長                                   |
| 33 | 熊本義宏             | 2010.12.1 - 2012.7.25  | 防大27期                | 自衛隊宮城地方協力本部長                                  | 陸上自衛隊北海道補給処長 兼 島松駐屯地司令         |
| 34 | 神原誠司             | 2012.7.26 - 2014.8.4   | 防大26期                | 西部方面総監部装備部長                                    | 陸上自衛隊九州補給処長 兼 目達原駐屯地司令         |
| 35 | 今金元               | 2014.8.5 - 2016.3.22   | 防大27期                | 陸上自衛隊幹部学校教育部長                                | 陸上自衛隊北海道補給処長 兼 島松駐屯地司令         |
| 36 | 和田良作             | 2016.3.23 - 2018.3.27  | 防大28期                | 自衛隊宮城地方協力本部長                                  | 退職                                               |
| 37 | 上田和幹             | 2018.3.27 - 2020.8.24  | 防大35期                | 北部方面総監部幕僚副長                                    | 北部方面総監部幕僚長 兼 札幌駐屯地司令             |
| 38 | 池田頼昭             | 2020.8.25 - 2021.12.21 | 防大32期                | 陸上自衛隊関東補給処副処長                                | 防衛監察本部監察官                                 |
| 39 | 柳田常泰             | 2021.12.22 - 2025.3.23 | 法政大学 平成2年卒      | 西部方面後方支援隊長                                      | 第1師団副師団長 兼 練馬駐屯地司令                  |
| 40 | 児玉龍               | 2025.3.24 -            | 防大42期                | 陸上自衛隊補給統制本部 装備計画部長                       |                                                    |

## 警備隊区
松戸市、柏市、市川市、浦安市、鎌ケ谷市、流山市、我孫子市、野田市